# 馬國明
ケネス・マー（英語: Kenneth Ma、本名:馬 國明、Ma Kwok Ming、1974年2月13日 - ）は、香港の男優、タレント。
| スタブアイコン | サブスタブ | この項目は、まだ閲覧者の調べものの参照としては役立たない、俳優（男優・女優）に関連した書きかけの項目です。この項目を加筆・訂正などしてくださる協力者を求めています（P:映画/PJ芸能人）。 |